# Caro (Morbihan)
Caro je francouzská obec v departementu Morbihan v Bretani. Bretonský název obce je Karozh.

## Etymologie
Původ jména obce se vysvětluje několika způsoby:
- odvozením z keltského slova cerf
- vytvořením ze slova Carrofum (z římského quadruvium) - křižovatka
- dle jména Caroth, abbého de Gaël

## Vývoj počtu obyvatel
Počet obyvatel

## Historické památky
- kostel Saint-Hervé z 11. století
- bývalá kaple Saint-Nicolas
- kaple Saint-Yves z 12. století
- kaple Sainte-Anne
- fontána Saint-Hervé z 19. století (rekonstrukce proběhla roku 1986)
- vodní mlýny Raymons, Patouillet, Breho, Neslé a Olivet
- větrné mlýny Bignon, Clayo a Neuf

### Panská sídla
- zámek Clyo
- zámek Ramponnet